# Волково (Собинский район)
Волково — деревня в Собинском районе Владимирской области России, входит в состав Черкутинского сельского поселения.

## География
Деревня расположена на берегу реки Ворша в 4 км на юго-восток от центра поселения села Черкутино и в 35 км на северо-запад от райцентра города Собинка.

## История
В конце XIX — начале XX века деревня входила в состав Черкутинской волости Владимирского уезда. В 1859 году в деревне числилось 14 дворов, в 1905 году — 23 двора, в 1926 году — 27 хозяйств.
С 1929 года деревня являлась центром Волковского сельсовета Ставровского района, с 1932 года — в составе Черкутинского сельсовета Собинского района, с 1945 года — в составе Ставровского района, с 1965 года — в составе Собинского района, с 2005 года — в составе Черкутинского сельского поселения.

## Население
| 1859 | 1905 | 1926 | 2002 | 2010 | 2021 |
| ---- | ---- | ---- | ---- | ---- | ---- |
| 148  | ↘117 | ↗122 | ↘0   | →0   | ↗2   |